# Paragara tholoidea
Paragara tholoidea är en insektsart som beskrevs av Goding. Paragara tholoidea ingår i släktet Paragara och familjen hornstritar. Inga underarter finns listade i Catalogue of Life.